# جورج كيسلر
جورج كيسلر (بالإنجليزية: George Kessler)‏ هو مهندس المناظر الطبيعية ومهندس معماري أمريكي، ولد في 16 يوليو 1862 في باد فرانكنهاوزن في ألمانيا، وتوفي في 20 مارس 1923 في إنديانابوليس في الولايات المتحدة.